# Slivo Pole
Slivo Pole (em búlgaro:  Сливо поле) é uma cidade e município da Bulgária, localizada no distrito de Ruse. A sua população era de 3 169 habitantes segundo o censo de 2010.

## População
| Slivo pole | Slivo pole | Slivo pole | Slivo pole | Slivo pole | Slivo pole | Slivo pole | Slivo pole | Slivo pole | Slivo pole | Slivo pole | Slivo pole | Slivo pole | Slivo pole | Slivo pole | Slivo pole | Slivo pole | Slivo pole | Slivo pole | Slivo pole |
| --- | ---------- | ---------- | ---------- | ---------- | ---------- | ---------- | ---------- | ---------- | ---------- | ---------- | ---------- | ---------- | ---------- | ---------- | ---------- | ---------- | ---------- | ---------- | ---------- |
| Ano | 1887       | 1910       | 1934       | 1946       | 1956       | 1965       | 1975       | 1985       | 1992       | 2001       | 2002       | 2003       | 2004       | 2005       | 2006       | 2007       | 2008       | 2009       | 2010       |
| População |            |            |            | …          | …          | …          | …          | …          | 3 319      | 3 359      | 3 350      | 3 315      | 3 286      | 3 264      | 3 244      | 3 226      | 3 203      | 3 191      | 3 169      |
| Fontes: Instituto Nacional de Estatísticas, „citypopulation.de“, „pop-stat.mashke.org“, Bulgarian Academy of Sciences |            |            |            |            |            |            |            |            |            |            |            |            |            |            |            |            |            |            |            |